# Aloe powysorum
Aloe powysorum é uma espécie de liliopsida do gênero Aloe, pertencente à família Asphodelaceae.